# 东禅寺水库
东禅寺水库是中国四川省资阳市乐至县大佛镇境内的一座水库，位于沱江小支流东禅沟上，建于1973年。水库正常库容为444万立方米，集雨面积为20平方千米，海拔为425.5米。